# L'Aleixar
L'Aleixar è un comune spagnolo situato nella comunità autonoma della Catalogna.